# Tế bào bão

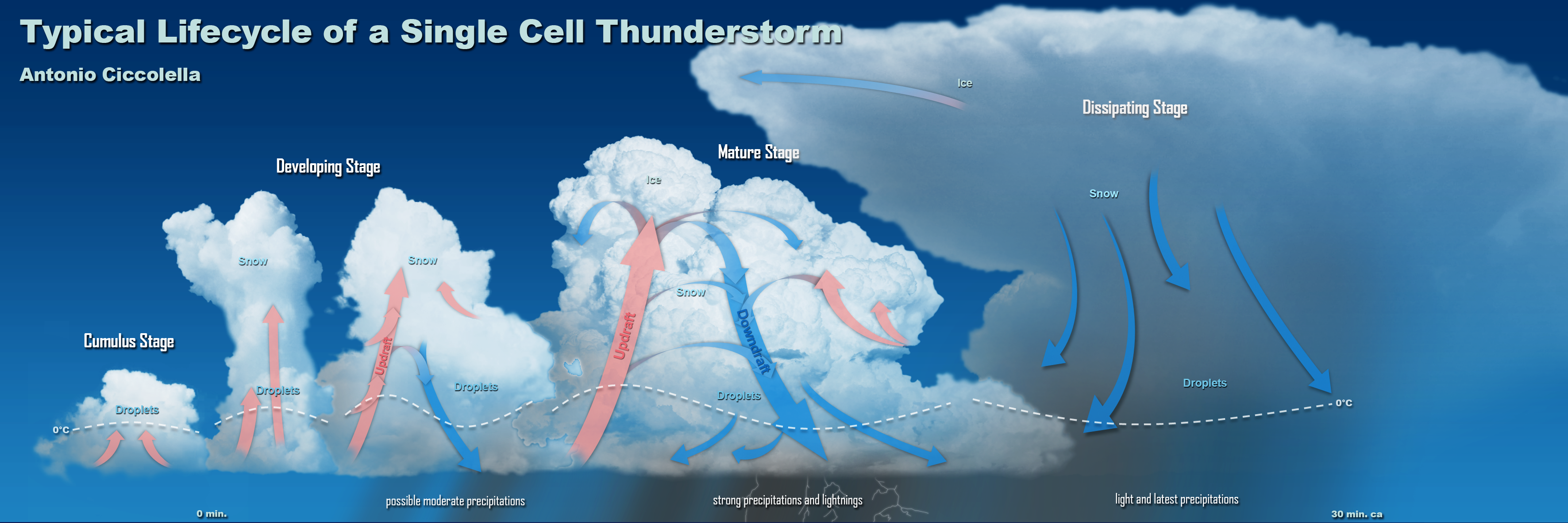
Vòng đời của một tế bào bão

Một tế bào bão là một khối không khí chứa các dòng vận động lên xuống trong các vòng đối lưu và di chuyển và phản ứng như một thực thể duy nhất, hoạt động như một đơn vị nhỏ nhất của hệ thống tạo bão.